# Алтипијани ди Арчинацо (Рим)
Алтипијани ди Арчинацо је насеље у Италији у округу Рим, региону Лацио.
Према процени из 2011. у насељу је живело 289 становника. Насеље се налази на надморској висини од 841 м.